# Bola Tinubu
Bola Ahmed Adekunle Tinubu (nascut el 29 de març de 1952) és un polític nigerià. Va ser elegit senador pel districte Oest de Lagos a l'Estat de Lagos l'any 1993. L'elecció va ser justament prèvia a un cop d'estat de l'exèrcit a desembre de 1993. Després del retorn a la democràcia, va ser elegit governador de l'Estat de Lagos, càrrec que va ostentar entre el 29 de maig 1999 a i el 29 de maig de 2007. És un membre influent del partit Progrés Total al Congrés (APC, All Progressives Congress); també controla tant la prefectura del Asiwaju de Lagos i el Jagaban del Regne Borgu, a l'Estat de Níger, Nigèria. Va ser dirigent nacional de l'APC durant la presidència de Muhammadu Buhari.

## Antecedents
Bola Ahmed Adekunle Tinubu,(Jagaban de Borgu) va néixer el 29 de març de 1952 a la ciutat de Lagos, Nigèria. Va assistir a l'escola primària St. John, a Aroloya, i a l'escola Llar d'infants de Lagos a Ibadan, al sud oest de Nigèria. Seguidament, Tinubu va anar als Estats Units l'any 1975, on va estudiar primerament a la universitat de Chicago Richard J. Daley, Illinois, i després a la universitat estatal Chicago. Es va llicenciar l'any 1979 a ciències (Comptabilitat.)
Tinubu va treballar a les empreses americanes Arthur Andersen, Deloitte, Haskins, & Ven, i l'Empresa de Serveis del GTE. Després de retornar a Nigèria l'any 1983, Bola Tinubu va ingressar a l'empresa Mobil Oil Nigèria, arribant posteriorment a una posició executiva de l'empresa.

## Carrera política inicial
La seva carrera política va començar l'any 1992, a la plataforma del Partit Social Democràtic (on va ser membre de la facció del Front de Pobles dirigit per Shehu Musa Yar'Adua). Va formar part del Senat nigerià, representant el districte de l'oest de Lagos durant la curta vida de la Tercera República nigeriana. Va ser un dels membres fundadors del grup pro-democràcia anomenat Coalició Democràtica Nacional. L'any 1994 va anar a l'exili del que va retornar l'any 1998, després de la mort del dictador militar Sani Abacha.
En les eleccions de l'any 1999, Bola Tinubu era sota la protecció dels dirigents d'Aliança per Democràcia (ANUNCI) Abraham Adesanya i Ayo Adebanjo. Les eleccions primaries les va guanyar l'ANUNCI competint amb Funsho Williams i Wahab Dosunmu, anteriorment ministre de Treball i Habitatge. A gener de 1999, va estar per la posició de Governador Executiu d'Estat de Lagos en la papereta de votació d'ANUNCI i va ser elegit.
El 8 de juny de 2022, Tinubu va guanyar les primàries presidencials del governant All Progressive Congress amb 1271 punts, per derrotar el vicepresident Yemi Osinbajo i Rotimi Amaechi que van anotar 235 i 316 respectivament.

## Governador d'Estat de Lagos
Quan va assumir el càrrec a maig de 1999, Bola Ahmed Tinubu va prometre 10.000 unitats d'habitatge pels pobres. Durant el període de vuit anys en el càrrec, va fer grans inversions en educació. També va inicià la necessària construcció de carreteres.
Es va involucrar en una lluita amb el govern Federal per si era correcte crear a l'Estat de Lagos un Consell Local de Desenvolupament de Noves Àrees (LCDAs) per conèixer les necessitats de la seva població. La controvèrsia va fer que el govern Federal prenés fons reservats a altres consells locals de l'estat. Durant la part última del seu mandat, es va comprometre en enfrontaments continus amb poders de PDP com Adeseye Ogunlewe, un senador Estatal anterior a Lagos que va esdevenir ministre de treball.
Les relacions entre Bola Tinubu i el governador suplent Femi Pedro esdevenien cada cop més tenses quan Pedro va declarar la seva intenció de presentar la seva candidatura a les eleccions governamentals. Pedro va competir per esdevenir el candidat d'AC per governador en les eleccions del 2007, però va retirar el seu nom el vespre anterior al nomenament del partit. Va dimitir del partit mantenint la seva posició com a governador suplent. La posició de Tinubu com a governador de l'el Estat de Lagos va acabar el 29 de maig de 2007, quan Babatunde Fashola del Congrés d'Acció va agafar la pposició. Fashola havia estat cap de personal per Bola Tinubu.
A abril del 2007, després de les eleccions però abans que el nou governador agafés el càrrec, el Govern Federal va denunciar Asiwaju Bola Tinubu al Tribunal de Codi de Conducta en un judici sobre una operació suposadament il·legal per 16 comptes estrangers diferents. El gener de 2009, la comissió sobre Delictes Econòmics i Financers la comissió va descartar la culpabilitat de Bola Tinubu i altres governadors.
A març del 2009, va haver-hi informes sobre una trama identificada per matar Bola Tinubu. L'Aliança per la democràcia va fer actuar l'Inspector General de Policia, Mike Okiro, per conduir una investigació minuciosa. Amb la victòria del partit Democràtic del Poble a les eleccions de l'abril del 2007, Bola Tinubu va actuar en les negociacions per reunir els partits d'oposició que eren fragmentats en un "mega-partit" capaç del desafiament al PDP a l'any 2011.
Posteriorment, Tinubu era partidari de donar suport a la candidatura de Fashola, la qual tenia l'opinió favorable del poble. Un altre conflicte sobre el successor de Fashola li va posar Tinubu l'any 2015. Fashola va donar suport a Akinwunmi Ambode, que era llavors candidat governamental de l'APC, el qual més tard el va succeir.

## Vida personal
Tinubu està casat amb Oluremi Tinubu, senadora del districte central de Lagos. La seva mare, Abibatu Mogaji, va morir el 15 de juny de 2014 a l'edat de 96 anys. És musulmà. El 31 d'octubre va perdre el seu fill Jide Tinubu per una aturada cardíaca quan era a Londres.